# Arda (rivière d'Italie)
Pour les articles homonymes, voir Arda (homonymie).
L'Arda est un torrent qui coule sur pratiquement toute sa longueur dans la province de Plaisance en Émilie-Romagne, en Italie. 

## Caractéristiques

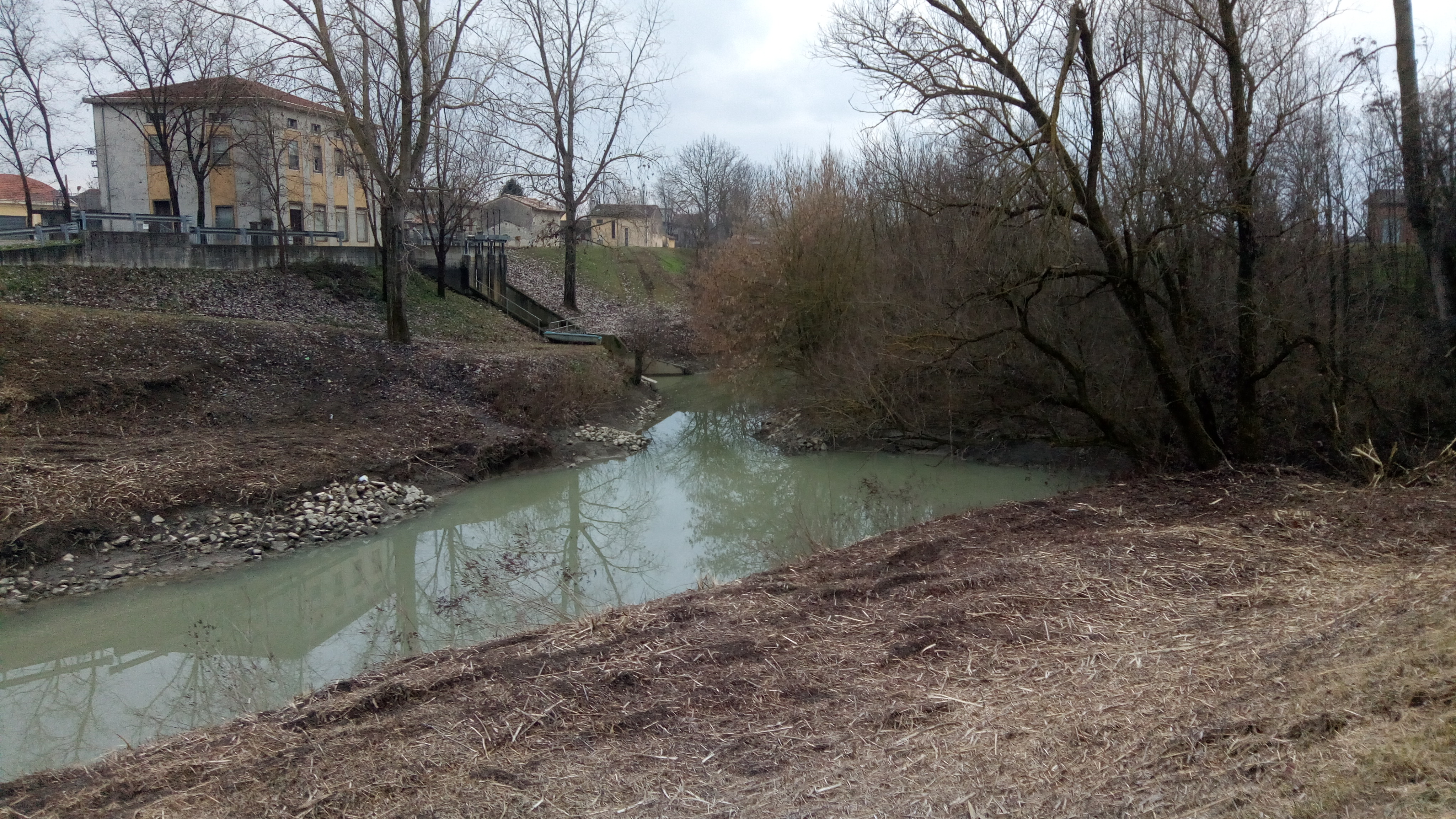
L'Arda rejoint l'Ongina.

L'Arda naît à environ 1 200 m d'altitude sur les pentes nord-occidentales du mont Castellaccio, ensemble montagneux du mont Lama dans l'Apennin ligure, à la charnière entre les communes de Morfasso et Bardi. Après quinze kilomètres de course, la rivière est barrée par une digue artificielle créant une retenue d'eau ayant une fonction de réservoir, le Lago di Mignano (it). Le torrent baigne alors Lugagnano Val d'Arda et Castell'Arquato puis débouche sur la plaine où il traverse les villes de Fiorenzuola d'Arda, Cortemaggiore et Villanova sull'Arda. À peu près un kilomètre en amont de sa confluence avec le Pô, aux environs de Polesine Parmense, il reçoit les eaux d'un autre torrent, l'Ongina, originaire des Colli Piacentini (en français : coteaux piacentins). 
L'Arda est un cours d'eau au régime torrentiel, avec un débit maximum au printemps et en automne, correspondant aux périodes de fortes précipitations, et des minima hydrométriques en été.

## Sources
- (it) Cet article est partiellement ou en totalité issu de l’article de Wikipédia en italien intitulé « Arda (fiume Italia) » (voir la liste des auteurs).